# Oliarus alabanda
Oliarus alabanda är en insektsart som beskrevs av Ronald Gordon Fennah 1968. Oliarus alabanda ingår i släktet Oliarus och familjen kilstritar. Inga underarter finns listade i Catalogue of Life.